# حسینیه الشهدا
حسینیه الشهدا مربوط به دوره قاجاریه است و در شهرستان بوشهر، محله کوتی واقع شده و این اثر در تاریخ ۸ بهمن ۱۳۸۵ با شمارهٔ ثبت ۱۷۱۲۱ به عنوان یکی از آثار ملی ایران به ثبت رسیده است.